# Combs-la-Ville
Combs-la-Ville là một xã ở tỉnh Seine-et-Marne, thuộc vùng Île-de-France ở miền bắc nước Pháp.

## Dân số
Người dân ở đây được gọi là Combs-la-Villais.
Năm 2006, xã này có dân số là 22.114.